# Скувой
Скувой (фар. Skúvoy, дан. Skuø) — острів Фарерського архіпелагу. Площа — 27,1 км². Постійне населення проживає в однойменному селі на сході острова, у 2013 році становило 36 осіб.